# TinyBuild
tinyBuild LLC es un editor de videojuegos y desarrollador estadounidense. Con sede en Bellevue, Washington, y oficinas de desarrollo en Utrecht, Países Bajos, Boise, Idaho, y Riga, Letonia, la compañía se ha adentrado en la publicación de videojuegos independientes, y ha ayudado a estudios de terceros a lanzar sus títulos en PC, móviles y videoconsolas.

## Historia
La empresa fue fundada por Alex Nichiporchik, Luke Burtis y Tom Brien en 2011. Tras haber encontrado el éxito con los juegos digitales No Time to Explain y SpeedRunners, este último desarrollado por DoubleDutch Games. Tras el éxito de No Time to Explain, la compañía comenzó a trabajar con DoubleDutch Games en SpeedRunners. Este experimento de codesarrollo resultó fructífero, y, desde marzo de 2015, SpeedRunners ha vendido más de 600.000 copias. Como resultado, tinyBuild tomó la decisión de comenzar a publicar títulos de terceros desarrolladores, comenzando con Not the Robots en 2013. tinyBuild ha continuado trabajando con estudios de terceros y ha publicado títulos a través de Steam, iOS, Android y varias consolas de videojuegos. tinyBuild también ha trabajado con equipos de estudiantes para ayudar a sacar sus primeros juegos al mercado.
tinyBuild adquirió el equipo de desarrollo detrás de Hello Neighbor de Dynamic Pixels en julio de 2020 por una suma no revelada para establecer un nuevo estudio Eerie Guest Studios con sede en Hilversum, Países Bajos, así como la inversión de más de 15 millones de dólares en la franquicia de Hello Neighbor.

## Videojuegos publicados
| Año              | Título                            | Desarrollador(s)                    | Plataformas(s) |
| ---------------- | --------------------------------- | ----------------------------------- | --- |
| 2013             | Not the Robots                    | 2DArray                             | Linux, macOS, Microsoft Windows                                                                                   |
| 2014             | Fearless Fantasy                  | Enter Skies Entertainment           | Android, iOS, Microsoft Windows                                                                                   |
| 2014             | Spoiler Alert                     | Megafuzz                            | Android, iOS, Linux, macOS, Microsoft Windows                                                                     |
| 2014             | Lovely Planet                     | Quicktequila                        | Linux, macOS, Microsoft Windows, PlayStation 4, Xbox One, Wii U                                                   |
| 2015             | Divide by Sheep                   | Bread Team                          | Android, iOS, macOS, Microsoft Windows                                                                            |
| 2015             | Party Hard                        | Pinokl Games                        | Linux, macOS, Microsoft Windows, Nintendo Switch, PlayStation 4, Xbox One                                         |
| 2015             | Snail Bob 2                       | Hunter Hamster                      | Android, iOS, Linux, macOS, Microsoft Windows                                                                     |
| 2016             | Punch Club                        | Lazy Bear Games                     | Android, iOS, Linux, macOS, Microsoft Windows, Nintendo 3DS, Nintendo Switch, PlayStation 4, Xbox One             |
| 2016             | Dungelot: Shattered Lands         | Red Winter                          | Android, iOS, Microsoft Windows                                                                                   |
| 2016             | SpeedRunners                      | DoubleDutch Games                   | iOS, Linux, macOS, Microsoft Windows, Nintendo Switch, PlayStation 4, Xbox One                                    |
| 2016             | One Troll Army                    | FlyAnvil                            | macOS, Microsoft Windows                                                                                          |
| 2016             | Boid                              | Mokus Games                         | Microsoft Windows                                                                                                 |
| 2016             | Lovely Planet Arcade              | Quicktequila                        | Linux, macOS, Microsoft Windows                                                                                   |
| 2016             | Road to Ballhalla                 | Torched Hill                        | Microsoft Windows, Nintendo Switch, PlayStation 4, Xbox One                                                       |
| 2016             | The Final Station                 | Do My Best Games                    | Linux, macOS, Microsoft Windows, Nintendo Switch, PlayStation 4, Xbox One                                         |
| 2016             | Diaries of a Spaceport Janitor    | Sundae Month                        | macOS, Microsoft Windows                                                                                          |
| 2016             | Clustertruck                      | Landfall Games                      | Linux, macOS, Microsoft Windows, Nintendo Switch, PlayStation 4, Xbox One                                         |
| 2016             | Party Hard Go                     | Pinokl Games                        | Android, iOS, Fire OS                                                                                             |
| 2017             | Stage Presence                    | Sea Green Games                     | Microsoft Windows                                                                                                 |
| 2017             | Mr. Shifty                        | Team Shifty                         | Linux, macOS, Microsoft Windows, Nintendo Switch, PlayStation 4, Xbox One                                         |
| 2017             | Community Inc                     | T4 Interactive                      | macOS, Microsoft Windows, Nintendo Switch                                                                         |
| 2017             | Phantom Trigger                   | Bread Team                          | Microsoft Windows, Nintendo Switch, PlayStation 4, Xbox One                                                       |
| 2017             | Party Hard Tycoon (early access)  | - Pinokl Games - Kverta             | Microsoft Windows                                                                                                 |
| 2017             | Hello Neighbor                    | Dynamic Pixels                      | Android, iOS, Microsoft Windows, Nintendo Switch, PlayStation 4, Stadia, Xbox One                                 |
| 2018             | Garage: Bad Trip                  | Zombie Dynamics                     | macOS, Microsoft Windows, Nintendo Switch                                                                         |
| 2018             | Outpost Zero (early access)       | Symmetric Games                     | Microsoft Windows                                                                                                 |
| 2018             | Hello Neighbor origins            | HakJak Studios                      | Linux, macOS, Microsoft Windows, Nintendo Switch, PlayStation 4, Xbox One                                         |
| 2018             | Graveyard Keeper                  | Lazy Bear Games                     | Android, iOS, Linux, macOS, Microsoft Windows, Nintendo Switch, PlayStation 4, Xbox One                           |
| 2018             | Party Hard 2                      | - Pinokl Games - Kverta - Hologryph | Microsoft Windows                                                                                                 |
| 2018             | Rapture Rejects (early access)    | - Galvanic Games - Explosm Games    | Microsoft Windows                                                                                                 |
| 2018             | Hello Neighbor: Hide and Seek     | Dynamic Pixels                      | iOS, Microsoft Windows, Nintendo Switch, PlayStation 4, Stadia, Xbox One                                          |
| 2019             | Pandemic Express                  | Tall Boys Team                      | Microsoft Windows                                                                                                 |
| 2019             | Swag and Sorcery                  | - Lazy Bear Games - Uroboros Games  | iOS, Microsoft Windows                                                                                            |
| 2019             | Pathologic 2                      | Ice-Pick Lodge                      | Microsoft Windows, PlayStation 4, Xbox One                                                                        |
| 2019             | Lovely Planet 2: April Skies      | Quicktequila                        | Linux, macOS, Microsoft Windows                                                                                   |
| 2019             | Streets of Rogue                  | Matt Dabrowski                      | Linux, macOS, Microsoft Windows, Nintendo Switch, PlayStation 4, Xbox One                                         |
| 2019             | Totally Reliable Delivery Service | We're Five Games                    | Android, macOS, Microsoft Windows, Nintendo Switch, PlayStation 4, Xbox One                                       |
| 2019             | Waking                            | Jason Oda                           | Microsoft Windows                                                                                                 |
| 2019             | Secret Neighbor                   | - Hologryph - Dynamic Pixels        | Microsoft Windows, Stadia, Xbox One                                                                               |
| 2020             | Not For Broadcast (early access)  | NotGames                            | Microsoft Windows                                                                                                 |
| 2020             | Hello Puppets!                    | Otherworld Interactive              | Microsoft Windows (VR Exclusive)                                                                                  |
| 2020             | Hellpoint                         | Cradle Games                        | Linux, macOS, Microsoft Windows, Nintendo Switch, PlayStation 4, Xbox One, Stadia, PlayStation 5, Xbox Series X/S |
| 2020             | Kill It with Fire                 | Casey Donnellan Games LLC           | Microsoft Windows                                                                                                 |
| 2020             | Punch Club 2: Fast Forward        | Lazy Bear Games                     | Microsoft Windows                                                                                                 |
| 2020             | Startup Panic                     | Algorocks                           | Android, iOS, Microsoft Windows                                                                                   |
| 2020             | Waking                            | Jason Oda                           | Microsoft Windows, Xbox One                                                                                       |
| 2021             | Black Skylands (early access)     | Hungry Couch                        | Microsoft Windows                                                                                                 |
| 2021             | Cartel Tycoon (early access)      | Moon Moose                          | Microsoft Windows                                                                                                 |
| 2021             | Despot's Game                     | Konfa Games                         | Microsoft Windows                                                                                                 |
| 2021             | Hello Neighbor 2                  | Eerie Guest Studios                 | Microsoft Windows, Xbox One, Xbox Series X/S                                                                      |
| 2021             | Happy's Humble Burger Farm        | Scythe Dev Team                     | Microsoft Windows                                                                                                 |
| 2021             | Mayhem in Single Valley           | Fluxscopic Ltd.                     | Microsoft Windows                                                                                                 |
| 2021             | Undungeon                         | Laughing Machines                   | Microsoft Windows                                                                                                 |
|                  | Expedition Zero                   | Enigmatic Machines                  | Microsoft Windows                                                                                                 |
| Trash Sailors    | fluckyMachine                     | Microsoft Windows, Nintendo Switch  | |
| Pigeon Simulator | HakJak Studios                    | Microsoft Windows                   | |
| Rawmen           | Animal                            | Microsoft Windows                   | |